# Diogenov sindrom
Diogenov sindrom je vedenjska motnja, ki se pojavi večinoma pri starejših ljudeh. Kaže se kot zavračanje samega sebe, želja po samoti in kopičenje dobrin, kot je v nekaterih primerih znano pri živalih. Značilnosti tega sindroma so izredno slabe higienske razmere in osama.
Sindrom so prvič opisali leta 1966, poimenovali pa so ga po antičnem filozofu Diogenu, ki je živel v sodu in sledil strogim asketskim zapovedim.